# De Liefde (Amsterdam)

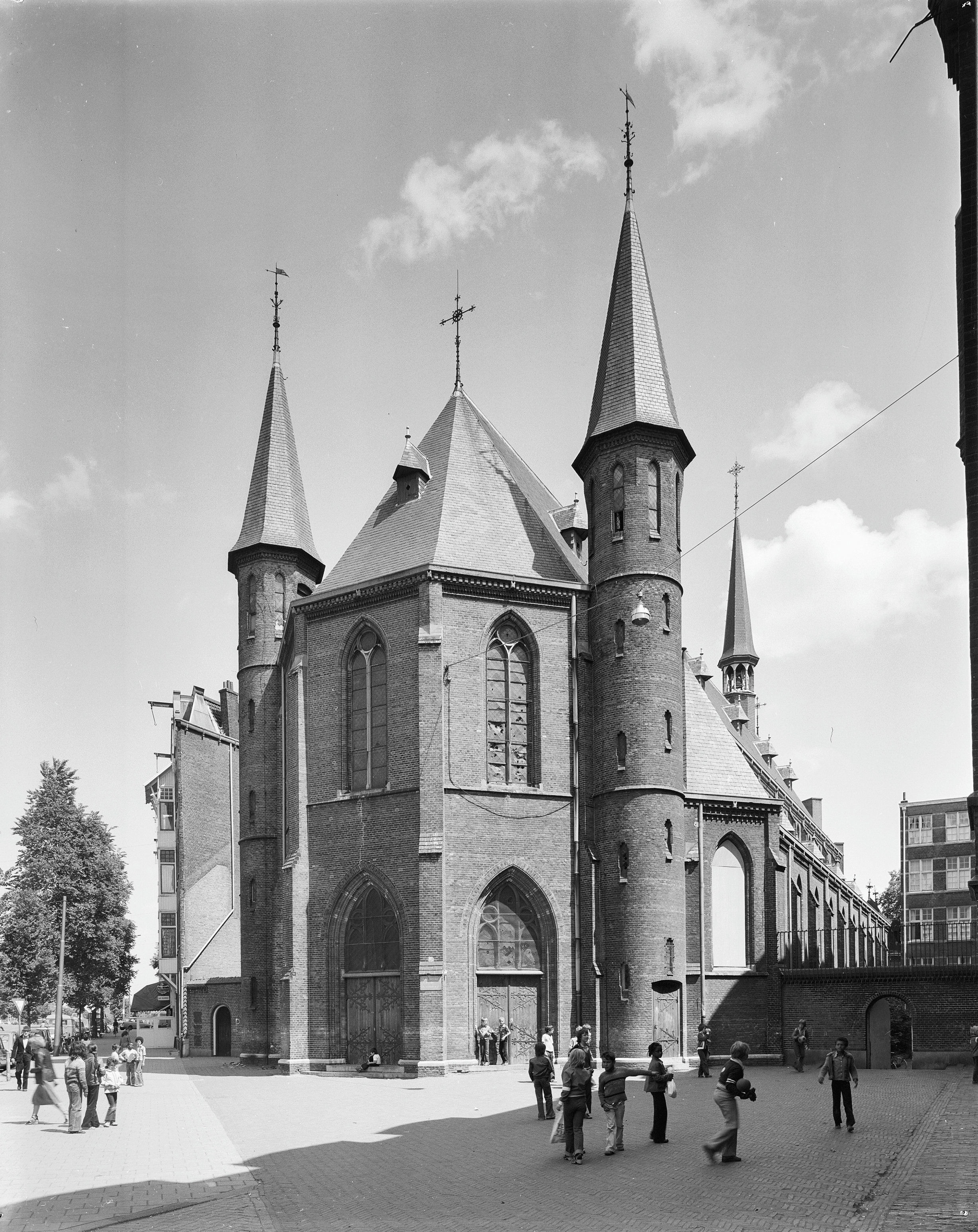
Kerk gezien vanaf de Bilderdijkstraat (1978)

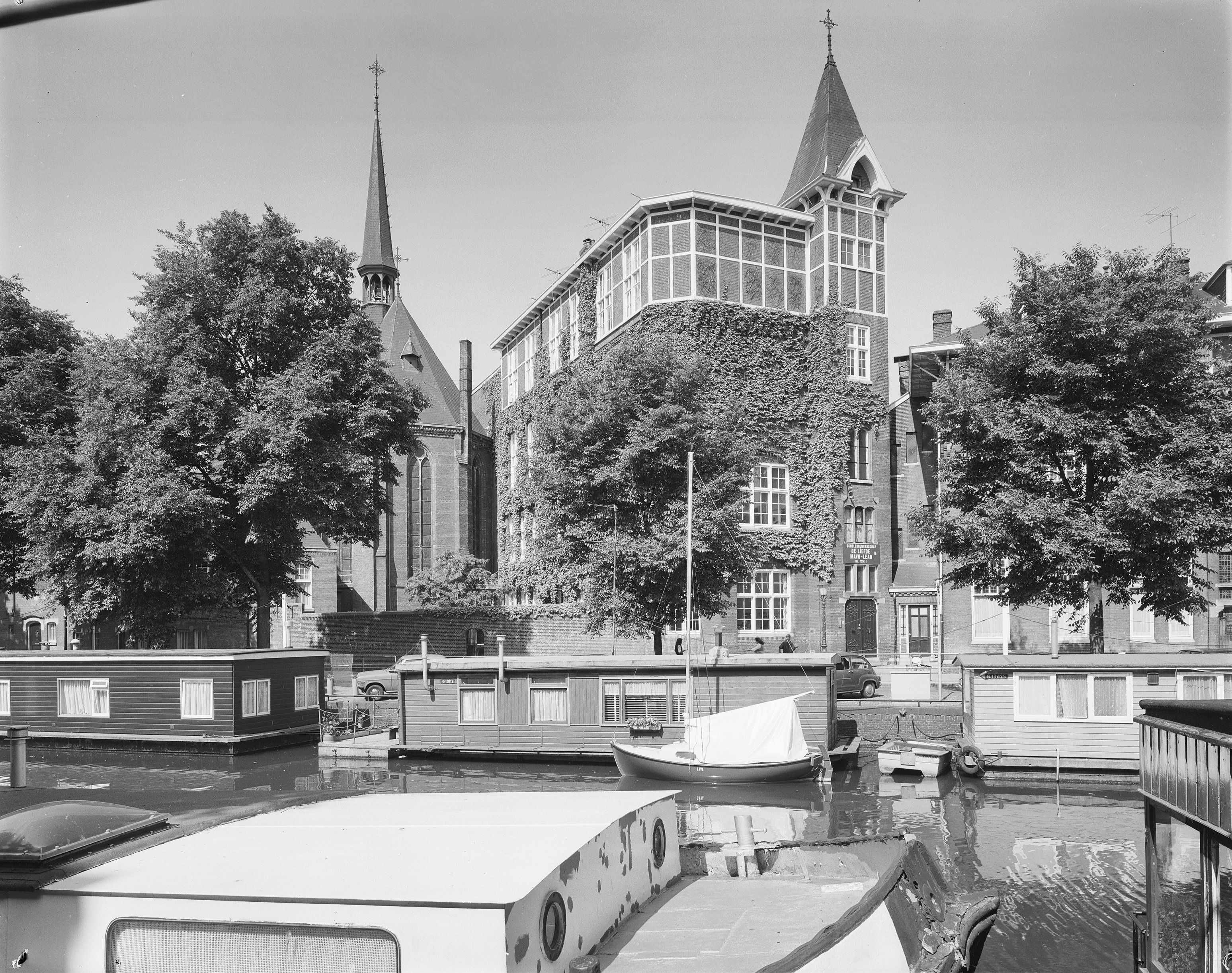
Kerk gezien vanaf de Da Costagracht (1978)

De Liefde is de gangbare benaming van de rooms-katholieke Parochiekerk van de HH. Nicolaas en Barbara te Amsterdam-West.

## Het eerste kerkgebouw (1786-1912)
In de achttiende eeuw ontstond er in Amsterdam behoefte aan een rooms-katholieke kerk buiten de Singelgracht. Aan het Kerkpad (nu Bilderdijkstraat) bij het Lange Blekerspad (nu De Clerqstraat) verrees een kerk die in 1786 gereed kwam. De statie, die haar naam De Liefde ontleende aan de nabijgelegen begraafplaats, werd toegewijd aan de heilige Nicolaas van Myra. 

Na de nieuwbouw van de nieuwe Liefde werd het gebouw nog 27 jaar als biecht- en doopkerk gebruikt. Het werd in 1912 gesloopt. Daarbij verhuisde begraafplaats De Liefde naar begraafplaats Sint Barbara (ten noorden van het Westerpark).

## Het tweede kerkgebouw (1885-1990)
Toen in de jaren tachtig van de negentiende eeuw de Kinkerbuurt gebouwd werd, was een grotere kerk noodzakelijk. Tussen 1883 en 1885 werd een nieuwe kerk naar ontwerp van P.J.H. Cuypers gerealiseerd. Het was een neogotische, driebeukige basiliek. Bij de kerk werd begin 1900 een pastorie, een zusterhuis en een schoolcomplex gebouwd.
De laatste mis in De Liefde was op eerste pinksterdag 1990, waarna middels een veiling de inventaris deels werd verkocht. De sloop van het religieuze complex volgde nog in hetzelfde jaar. De monumentale kruiswegstatie verhuisde naar Makkum en het orgel naar Groenlo.

## Het derde, huidige kerkgebouw (1992-2013)
De ontkerkelijking, vergrijzing en leegloop van de buurt leidden tot de fusie van de parochie van de Liefde met de Sint-Vincentiusparochie en de Heilig-Hartparochie (Vondelkerk) tot VVL: Vincentius-Vondel-Liefde. In 1992 werd de oude kerk vervangen door nieuwbouw. Er werd een flatcomplex gebouwd, waarin een klein gedeelte als parochiekerk in gebruik kwam. Deze ruimte werd door het bisdom in 2013 afgestoten.